# Nederlandsche Zeereddingsdienst
De Nederlandsche Zeereddingsdienst (ZRD) werd op 25 september 1940 gesticht. De Duitsers bezetten sinds 15 mei 1940 Nederland. Ze hadden in verband met hun oorlogsactiviteiten richting Engeland dringend behoefte aan een vergroting van de reddingscapaciteit op de Noordzee. Hoewel Duits belang, wensten ze dat de initiatieven rond de reddingsdienst onder Nederlandse vlag ontplooid zouden worden.

## Seenotdienst
De Noord- en Zuid-Hollandsche Redding Maatschappij (NZHRM) kreeg op 1 juli 1940 bezoek van een inspecteur van het Duitse Reddingswezen. Deze was tevens verbonden aan het Duitse Ministerie van Luchtvaart. Hij stelde voor, de paraatheid van het reddingswezen langs de Noordzeekust op te voeren conform die van Duitsland. Daar lagen reddingsboten voortdurend buitengaats in staat van paraatheid. Ze ressorteerden onder Der Seenotdienst der deutschen Luftwaffe. De Luftwaffe was in 1940 gewikkeld in de Slag om Engeland in een poging het Engelse luchtverdedigingssysteem lam te leggen. Hun bombardementen veroorzaakten veel schade. 
De confrontatie met de Engelse luchtverdediging bracht met zich mee dat nogal wat Duitse toestellen in zee stortten. Soms werden overlevenden door schepen opgepikt. Vanuit de Nederlandse Noordzeehavens  wilden de Duitsers een reddingslichaam opgebouwen gelijk aan dat van de Duitse Notseedienst. De secretaris van de NZHRM, H.Th. de Booy weigerde echter medewerking. Een volgend plan was het Lazarettverband. Hierbij werden gevorderde Nederlandse schepen omgebouwd tot hospitaalschepen om er een reddingsdienst mee op te zetten. 

## Stichting en Rode Kruis
Na de eerdere tegenslagen kozen de Duitsers nu voor het oprichten van een dienst in de vorm van een stichting. Deze Nederlandsche Zeereddingsdienst werd geleid door de Nederlandse tweede luitenant-ter-zee Heyman als voorzitter terwijl ook twee officieren van het Korps Mariniers deel van het bestuur uitmaakten. De stichting had volgens haar statuten ten doel het voor de Nederlandse kust redden van schipbreukelingen onverschillig hun nationaliteit. Heyman kon, gesteund door de Duitse instanties, in augustus 1940 starten met de Zeereddingsdienst. Het ZRD-kantoor werd gevestigd in Scheveningen. De contacten van Duitse zijde werden onderhouden door de Korvetten-Kapitän Bauernfeind.
De Duitsers overlegden in september 1940 ook met de Nederlandse afdeling van het Rode Kruis. Dr. Hesse, Generalführer van het Duitse Rode Kruis, nam daartoe het initiatief. In een op 7 oktober 1940 gesloten overeenkomst werd afgesproken dat de Nederlandsche Zeereddingsdienst namens het Nederlandse Rode Kruis een aantal schepen zou inzetten om ter zee hulp te verlenen aan gewonden, zieken en schipbreukelingen. Het Rode Kruis zou in verband met haar bemoeienis via voorzitter Heyman van de Zeereddingsdienst namens Duitse instanties een bankgarantie krijgen van fl. 100.000,--.
De status van de ZRD-schepen was niet geheel duidelijk. Men sprak wisselend over reddingsschepen en hospitaalschepen die het kenmerk LAZ met een daaraan toegevoegd registratienummer zouden voeren. LAZ stond voor Lazarett, Duits voor hospitaal. De Duitse Kriegsmarine alsook de Luftwaffe bleven bij dit alles op afstand. Het Nederlandse Rode Kruis en de Zeereddingsdienst werden geacht verantwoordelijk te zijn voor de reddingsactiviteiten ter zee.
In een gesprek tussen het Nederlandse Rode Kruis en Heyman benadrukte de laatste dat bij een eventuele Duitse aanval op Engeland zijn ZRD-schepen niet konden worden verplicht de invasievloot te volgen. Men zou zich in die situatie blijven beperken tot patrouillering op maximaal tien zeemijlen buiten de Nederlandse kust. Dr. L. de Jong toont in zijn geschiedschrijving over de Tweede Wereldoorlog een afwijkend beeld. Hij zag een en ander als een onderdeel van de Duitse invasieplannen op Engeland.

## Uitvoering
De Engelsen erkenden de overeenkomst over de Lazarett-schepen niet. Het kenmerk LAZ, gevolgd door een registratienummer en met voorts een groene rand langs de romp van de schepen, weerhield Engelse jachtvliegtuigen er niet van deze schepen aan te vallen. Het gevolg was dat voor de schepen geen werkwillige Nederlandse zeelieden te vinden waren. De overkomst met het Nederlandse Rode Kruis maakte het mogelijk om 25 omgebouwde schepen wit te schilderen met een rood kruis op romp en pijp. Het LAZ-kenmerk werd veranderd in een ZRD-kenmerk met een daaraan toegevoegd registratienummer. 
Het streven was 127 schepen in de vaart te brengen. Dit aantal is nooit gehaald. De Kriegsmarine vorderde ZRD-schepen voor eigen gebruik en Heyman zelf hevelde op zijn beurt schepen over naar een in januari 1941 opgerichte - maar nooit concreet geworden - sleepdienst: Bergungsschiffeverband, (BS). Heyman diende vanwege meningsverschillen medio 1941 zijn ontslag in. De twee officieren van het Korps Mariniers waren al eerder vertrokken. De NSB'er en ex-koopvaardijofficier W.R. van Haga volgde Heyman op.
Intussen was de Duitse interesse in zowel de Zeereddingsdienst als de sleepdienst sterk gedaald. Een invasie op Engeland was in de loop van 1941 uit het beeld verdwenen. De Duitse blik was vanaf toen noodzakelijkerwijs steeds meer op het Oostfront gericht. Eind 1941 waren er volgens een Duits rapport nog maar zeven zeegaande ZRD-schepen. In 1942 kreeg deze ZRD-vloot, die bestond uit gevorderde vissersschepen, opdracht weer als vanouds uit vissen te gaan. De vangsten zouden bestemd zijn voor de Kriegsmarine. De bemanningen kregen nog wel het consigne mee de netten te kappen in geval van een mogelijke redding.

## ZRD wordt rederij
De ZRD kreeg nu de beschikking over de opstallen van een Schevenings rederijbedrijf, compleet met vistuig en scheepsbenodigdheden. Korte tijd later werd daaraan een visrokerij toegevoegd. Rederij en rokerij telden elk omstreeks vijftig werknemers. De vangsten waren overvloedig, de grootste vissen leverde men aan de Kriegsmarine en de verkoop van de kleinere verliep via de visafslag. De aanschaf van brandstoffen voor de schepen was geen probleem, evenmin als een voorgeschreven driemijlszone die als grens gold voor andere zeevissers. Op dinsdag 5 september 1944 - Dolle dinsdag - viel het doek. Verwarring en angst deed veel NSB'ers vluchten uit het westen van Nederland. Van Haga kreeg van de Duitse contactman Bauernfeind de opdracht, de ZRD-administratie terstond te laten vernietigen. Na die opdracht te hebben vervuld spoedde de ZRD-directeur Van Haga zich met zijn gezin naar Leeuwarden.

## Spionage
De Engelse Secret Service veronderstelde een verband tussen de spionageloggers van de Abwehrmann Friedrich Carl Heinrich Strauch en de ZRD-vloot van Van Haga. Dat bepaalde loggers die voor de Abwehr uitvoeren bemand zouden zijn met Nederlandse vertrouwensmannen of V-Männer in Duitse dienst is juist. Deze werkten op de spionageloggers als marconisten, voorzien van Duitse zendapparatuur en tevens bewapend. Dat op Rode Kruisschepen van de ZRD zendapparatuur voorhanden zou zijn geweest welke werd bediend door Duitse marconisten is niet aangetoond.